# 中心流形

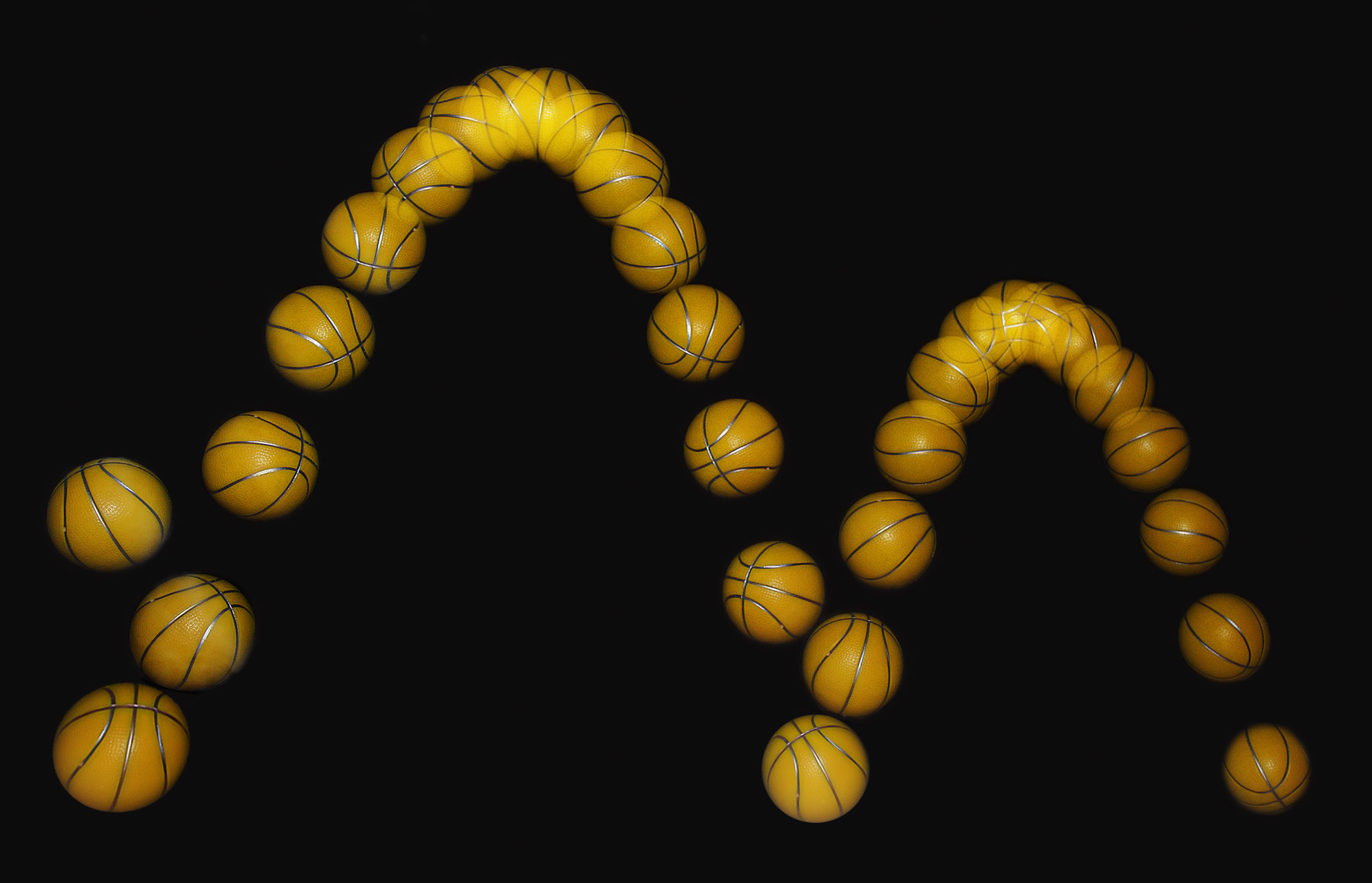
彈跳的球，若不考慮球在反彈時的形變，其運動可以以牛頓運動定律來描述

中心流形（center manifold）是動力系統數學理論的一部份，最早是用此概念來判斷退化平衡點的穩定性。之後這個概念成為数学模型的建構基礎。
若將球往上拋。可根據牛顿运动定律預測球的運動，方式是求解有其位置以及速度的微分方程，但在球反彈時的行為就無法用牛顿运动定律來描述。在球反彈時，球會有形變，就無法用剛體的牛顿运动定律來預測系統的演進，需要用连续介质力学來描述組成球的所有粒子在形變前後的行為。
在反彈後，球的形變會快速消失，球繼續依循牛顿运动定律。
若將球視為是由許多互相影響的成份所組成的系統，牛頓運動定律對球的描述，只以位置、速度及旋轉方式呈現，即為變形球的中心流形
。若有一系統是由許多互相影響成份所組成，而其影響效應會快速衰減，可以用中心流形，以較簡單的方式來描述系統。
中心流形在分岔理論中有重要的地位，因為系統在中心流形的位置會出現特殊的行為，在多尺度物理學中也很重要，微尺度的長時間動態常常會受到相對簡單、變數尺度較大的中心流形吸引。

## 定義

系統 ，鞍點平衡點的中心流形（紅色）及不穩定中心流形（綠色）

在2D相圖上亂數選擇的點，這些點的動態會指數收斂為較慢（非指數）的動態。中心流形動態的研究可以判斷在原點的非雙曲性不動點的穩定性

动力系统的中心流形是以系統的平衡點為基礎，以球為例，就是球靜止，沒有變形的狀態。
平衡點的中心流形包括了鄰近的軌跡中，沒有快速指数衰减，也沒有快速指數增長的的軌跡。若以球來說，中心流形中包括了球的移動及自旋運動，但不包括球的形變（因為形變會由於阻尼力而快速衰減）。
在數學上，研究动力系统平衡點的第一步是線性化，之後計算其特征值和特征向量。
其對應特徵值有負實數的特徵向量（若有廣義特徵向量的話，也包括在內）可以組成基的特徵空間。
對應特徵值有正實數的（廣義）特徵向量可以組成不穩定的特徵空間。
若平衡點為雙曲平衡點（所有線性化後的特徵值，實部都不為0）。Hartman-Grobman定理可以保證在平衡點附近的動態可以完全用特徵值及特徵向量來描述。
若平衡點的特徵值中，有特徵值的實部是零，則是對應的（廣義）特徵向量會組成「中心特徵空間」，以球為例，就是球在不受力下刚体动力学的整個集合。
若不只考慮線性化後的系統，將動力系統加上非線性或是外力的微擾，中心特徵空間會變形到鄰近的中心流形
。
若特徵值不只是實部為零，而是特徵值的複數值為零（如球的例子），對應的特徵空間可以更準確的對應慢流形。
中心（慢）流形的行為無法由線性化來判定，因此不容易建構。
類似的道理，在穩定特徵空間或不穩定特徵空間加上非線性或是外力的微擾，會讓系統變形到鄰近的穩定流形或不穩定流形
。
這三種流形是不變流形中的三類例子。
令{\displaystyle {\frac {d{\textbf {x}}}{dt}}={\textbf {f}}({\textbf {x}})}是动力系统，其平衡点為{\displaystyle {\textbf {x}}^{*}}，則系統在平衡點附近的線性化為
{\displaystyle {\frac {d{\textbf {x}}}{dt}}=A{\textbf {x}},\quad {\text{where }}A={\frac {d{\textbf {f}}}{d{\textbf {x}}}}({\textbf {x}}^{*}).}
雅可比矩阵 {\displaystyle A}可以定義以下的三種子空間：
- 穩定子空間，是由特徵值實部小於0的廣義特徵向量（英语：generalized eigenvectors）所生成。
- 不穩定子空間，是由特徵值實部大於0的廣義特徵向量所生成。
- 中心子空間，是由特徵值實部等於0的廣義特徵向量所生成。

依照應用的不同，也會分類以下的子空間，例如中心穩定、中心不穩定、次中心、或是快速子空間。
這些子空間都是線性化方程的不变子空间。
對應線性系統，非線性系統會有慢流形，每一種都會包括一種非線性系統的軌跡集合。
- 和穩定子空間相切，有相同維度的不變流形是穩定流形.
- 不穩定流形和不穩定子空間相切，也有相同維度。
- 中心流形和中心子空間相切，有相同維度。若中心子空間的特徵值都為0，此中心流形會稱為慢流形。

## 中心流形的相關定理
中心流形存在定理（center manifold existence theorem）內容是：若函數{\displaystyle {\textbf {f}}({\textbf {x}})} 是{\displaystyle C^{r}}（{\displaystyle r}次的連續可微），則針對每一個平衡點，都存在一個有限大小的鄰域，使得以下三項敘述，至少會有一項成立：
- 唯一的{\displaystyle C^{r}}穩定流形
- 唯一的{\displaystyle C^{r}}不穩定流形
- （可能不唯一的）{\displaystyle C^{r-1}}中心流形

像非線性的座標轉換為正則型式就可以清楚的分出這三種流形。有網頁服務可以針對有限維的系統進行必要的電腦計算。
若在那些沒有不穩定流形的例子中，中心流形一般會和建模有關。
中心流形出現定理提到可以選擇鄰域，使系統的所有解維持在會以指數收斂到中心流形上某個解{\displaystyle {\textbf {y}}(t)}的範圍內。
也就是說
{\displaystyle {\textbf {x}}(t)={\textbf {y}}(t)+{\mathcal {O}}(e^{-\beta 't})\quad {\text{as }}t\to \infty \,,}
會以某速率值{\displaystyle \beta '}進行
。
此定理也確保針對多許多的初始條件，整個系統的解會快速指數收斂到比較低維度的中心流形上。
第三個定理是近似定理，若針對某不變流形（例如{\displaystyle {\textbf {x}}={\textbf {X}}({\textbf {s}})}），有近似表示式滿足系統的微分方程，當{\displaystyle {\textbf {s}}\to {\textbf {0}}}時，其residuals為{\displaystyle {\mathcal {O}}(|{\textbf {s}}|^{p})}，則不變流形可以用{\displaystyle {\textbf {x}}={\textbf {X}}({\textbf {s}})}來近似，其誤差也是同一量級的，例如是{\displaystyle {\mathcal {O}}(|{\textbf {s}}|^{p})}。

### 另一種反向分析
上述的理論都是針對特定問題，想找到不變流形的性質。特別是建構一個流形來近似系統的不變流形。
另一種方式是針對給定系統，找到一個近似的系統，建構此系統的不變流形，這稱為反向分析。
目的是將理論應用到範圍更廣的系統中，並估計誤差以及有效域的大小

。
此方法和數值建模中公認的反向誤差分析完全相同。

## 中心流形以及非線性系統的分析
平衡點的穩定性和其流形的「穩定性」有關，中心流形是否存在的問題也帶來了有關中心流形的系統動力學問題，這可以由中心流形約化（center manifold reduction）來分析，再配合系統參數μ，可以引到分岔理論的概念。也有些網站可以進行相關計算。

## 例子

### 簡單的例子
考慮以下系統
{\displaystyle {\dot {x}}=x^{2},\quad {\dot {y}}=y.}
在原點的不穩定流形為y軸，穩定流形為平凡集{(0, 0)}。不在穩定流形上的任何軌跡都滿足以下形式的方程式{\displaystyle y=Ae^{-1/x}}，其中A為實數的常。可以推得針對任意的A，可以創建中心流形，方式是將{\displaystyle y=Ae^{-1/x}}，x > 0的部份，和x為非正值的X軸連接。而且，所有的中心流形都有潛在的非唯一性，不過非唯一性只會發生在變數為複數的情形下。

### 时滞微分方程
另一個例子可以用中心流形來為霍普夫分岔建模，霍普夫分岔是發生在以下的时滞微分方程
{\displaystyle {dx}/{dt}=-ax(t-1)-2x^{2}-x^{3}}
參數{\displaystyle a\approx 4}的情形。嚴格來說，因為有时滞，微分方程會變成無限維。
不過可以用以下的方式來近似时滞，讓系統仍為有限維度。
定義{\displaystyle u_{1}(t)=x(t)}
以及適當的时滞變數
{\displaystyle x(t-1)\approx u_{3}(t)}，利用其中間值
{\displaystyle {du_{2}}/{dt}=2(u_{1}-u_{2})}及
{\displaystyle {du_{3}}/{dt}=2(u_{2}-u_{3})}.
在接近臨界值的參數{\displaystyle a=4+\alpha }，时滞微分方程可以用以下系統來近似
{\displaystyle {\frac {d{\textbf {u}}}{dt}}=\left[{\begin{array}{ccc}0&0&-4\\2&-2&0\\0&2&-2\end{array}}\right]{\textbf {u}}+\left[{\begin{array}{c}-\alpha u_{3}-2u_{1}^{2}-u_{1}^{3}\\0\\0\end{array}}\right].}
透過網頁服務，可以找到相量{\displaystyle s(t)} 
以及其共軛{\displaystyle {\bar {s}}(t)}，中心流形為
{\displaystyle {\textbf {u}}=\left[{\begin{array}{c}e^{i2t}s+e^{-i2t}{\bar {s}}\\{\frac {1-i}{2}}e^{i2t}s+{\frac {1+i}{2}}e^{-i2t}{\bar {s}}\\-{\frac {i}{2}}e^{i2t}s+{\frac {i}{2}}e^{-i2t}{\bar {s}}\end{array}}\right]+{O}(\alpha +|s|^{2})}
中心流形的演進為
{\displaystyle {\frac {ds}{dt}}=\left[{\frac {1+2i}{10}}\alpha s-{\frac {3+16i}{15}}|s|^{2}s\right]+{O}(\alpha ^{2}+|s|^{4})}
從此演進可以看出，系統在{\displaystyle \alpha >0\ (a>4)}時，在原點是線性的不穩定，但三次非線性使其有穩定的極限環，就像經典霍普夫分岔的結果一樣。